# Asyndetus semarangensis
Asyndetus semarangensis är en tvåvingeart som beskrevs av Dyte 1975. Asyndetus semarangensis ingår i släktet Asyndetus och familjen styltflugor. Inga underarter finns listade i Catalogue of Life.